# Desborough Island
Desborough Island ist eine Insel in der Themse oberhalb des Sunbury Lock in Surrey, England. Die Insel entstand in den 1930er Jahren, als der Desborough Cut durch die Thames Conservancy angelegt wurde. Die Insel und der Kanal sind nach dem damaligen Vorsitzenden der Thames Conservancy Lord Desborough benannt.
Der 1 km lange Kanaldurchstich begradigte den Flusslauf zwischen Weybridge und Walton-on-Thames und schuf so die Insel zwischen dem Kanal und dem stark gewundenen Flussabschnitt bei Shepperton und Lower Halliford, der auch weiterhin schiffbar ist. Der Durchstich verminderte die Überflutungsgefahr in Shepperton und halbierte auf diesem Themse-Abschnitt die Wegstrecke.
Die Insel besteht zum größten Teil aus Grünfläche und Sportplätzen sowie einem Wasserwerk. Man erreicht die Insel von der Walton Lane in Walton-on-Thames aus über zwei Brücken. Von den 45 Hektar der Insel sind 14 Hektar offene Grünfläche. Auf der Insel befindet sich das Walton Water Wasserwerk, das sich im Besitz der North Surrey Water Company befindet. Die Sportplätze auf der Insel gehören dem University Vandals Rugby Club und dem Weybridge Rifle and Pistol Club. Andere Teile der Insel befinden sich im Besitz der Environment Agency und den Räten der Grafschaft Surrey und des Boroughs Elmbridge.